# Костогризове (Каховський район)
Костогри́зове — село в Україні, у Зеленопідській селищній громаді Каховського району Херсонської області. Населення становить 924 осіб.

## Історія
12 червня 2020 року, відповідно до Розпорядження Кабінету Міністрів України № 726-р «Про визначення адміністративних центрів та затвердження територій територіальних громад Херсонської області», увійшло до складу Зеленопідської сільської громади.
17 липня 2020 року, в результаті адміністративно-територіальної реформи увійшло до складу новоутвореного Каховського району.
У лютому 2022 року село тимчасово окуповане російськими військами під час російсько-української війни.

## Постаті
- Благовісний Віталій Павлович (1974—2015) — старший сержант Збройних сил України, учасник російсько-української війни.